# はちみつロケット
はちみつロケット（Hachimitsu Rocket）は、スターダストプロモーション所属の女性タレントで結成された、STARDUST PLANET（略称：スタプラ）の6人組の女性アイドルグループ。愛称ははちロケ。はちみつロケットのファンの通称は「ロケッター」と呼ばれている。2014年10月29日に結成し、2020年4月26日解散、同12月6日全活動終了。

## 概要
- 3B junior内のユニット[3] として結成された。初登場は、2014年11月24日のももいろクローバーZのライブである、「女祭り2014 〜Ristorante da MCZ」の男性限定ライブビューイング「女祭り2014 メンズ限定非公式のぞき見大会『サンクチュアリ』」のオープニングアクト。
- ユニット名の由来は、「3B」の「ビー」が「蜂」、「みっつ」は「3」と掛けていて、「ロケット」は「飛び立てればいいね」という意味から。リーダーである雨宮かのんの母親のアイデアによる[4]。
- 当初5人組のグループになる予定だったが、川上アキラマネージャーの発案により公野・森の2人が加わり、7人組のグループとして結成[5]。
- 「わちゃわちゃ個性的なメンバーが3B juniorから飛び出して来たロケットです。今、夢に向かって発射します！」[6]
- ユニットの挨拶は、「私たち3B juniorの  1！2！3！4！5！6！7！(8！) 夢に向かってLift Off！ はちみつロケットです！」[7]。振付は公野舞華が考案[8]。
- 入場曲は「ダルード - Sandstorm」。2018年4月26日のライブ以降は、オリジナルのOVERTURE「The LAUNCH」。
- チーフマネージャーは、3B juniorからの無期限武者修行期間より元チームしゃちほこのチーフマネージャーであった長谷川ミネヒコ。
- グループのイメージカラーは、黄色・金色。
- 2020年4月26日、日テレらんらんホールでの単独ライブをもって解散することを発表[9]。しかし2019新型コロナウイルス蔓延にともなう感染予防のための自粛により、ネット配信にて活動を終了した[10]。その後同年12月6日、「はちみつロケット解散ライブ」を日テレらんらんホールで開催し、6年間に及ぶグループの歴史に幕を閉じた[2]。

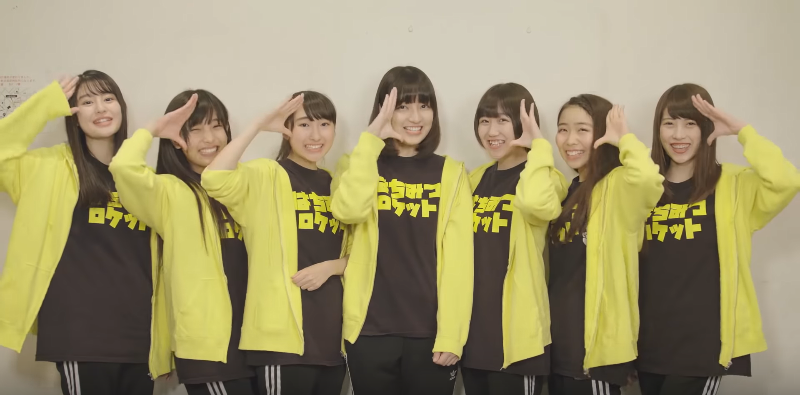
向かって左より森青葉、澪風、塚本颯来、雨宮かのん、公野舞華、播磨怜奈、華山志歩

## メンバー
※ 2020年12月6日活動終了時点。

### 最終メンバー
| No. | 名前     | よみ          | ニックネーム                 | 生年月日               | 出身     | 備考                       |
| --- | -------- | ------------- | ---------------------------- | ---------------------- | -------- | -------------------------- |
| 2   | 澪風     | みふう        | ふーちゃん、みーみー、おみぷ | 2000年6月1日（25歳）   | 神奈川県 | 「幸せ運ぶみんなの黒猫」   |
| 3   | 華山志歩 | はなやま しほ | しほ、はなやま               | 2000年1月24日（25歳）  | 東京都   | 「夢と現実行ったり来たり」 |
| 4   | 公野舞華 | きみの まいか | まいまい、ツナまい、きみか   | 2001年12月20日（23歳） | 東京都   | 「はちロケのアイドル」     |
| 5   | 塚本颯来 | つかもと そら | そららん                     | 2001年11月7日（23歳）  | 長野県   | 「自称 みんなの妹」        |
| 6   | 播磨怜奈 | はりま れいな | れいな〜、はりまろん         | 2002年2月13日（23歳）  | 神奈川県 | 「笑顔とおでこ100%」       |
| 7   | 森青葉   | もり あおば   | あおちゃん、もりりん         | 2001年5月12日（24歳）  | 東京都   | 「キレちゃう系女子」       |

※ 2020年4月26日はちみつロケット解散日以降、6月15日に「澪風（みふう）」が「有沢澪風（ありさわ みふう)」に、6月20日に「播磨怜奈（はりま れいな）」が「播磨かな（はりま かな）」にそれぞれ改名したが、はちみつロケット活動終了前のYouTubeライブ（12月2日）や解散ライブ（12月6日）などのはちみつロケットの活動については両者ともはちみつロケット時代の芸名（澪風、播磨怜奈）で活動を行った。

### 旧メンバー
| No. | 名前       | よみ            | ニックネーム                 | 生年月日              | 出身   | 備考                                      |
| --- | ---------- | --------------- | ---------------------------- | --------------------- | ------ | ----------------------------------------- |
| 1   | 雨宮かのん | あめみや かのん | かのん、のんちゃん、のんさん | 1999年9月20日（25歳） | 東京都 | 「太陽がスポットライト」 2019年6月8日脱退 |

## 歩み

### 2014年
- 10月29日、はちみつロケット結成[注 3]。
- 11月24日、東京国際フォーラムで開催されたももいろクローバーZの「女祭り2014 〜Ristorante da MCZ」のライブビューイング「女祭り2014 メンズ限定非公式のぞき見大会『サンクチュアリ』」で初登場。
- 12月6日、幕張メッセで開催されたももいろクローバーZの「愛♡矢島博2014冬 千葉85」に奥澤村らとともに参加。
- 12月13日、インテックス大阪で開催されたももいろクローバーZの「愛♡矢島博2014冬 大阪70」に奥澤村とともに参加。

### 2015年
- 5月30日、けやき広場で開催されたフリーイベントにリーフシトロンとともに参加
- 6月14日、けやき広場で開催されたフリーイベントにリーフシトロン、奥澤村とともに参加
- 6月28日、東武百貨店池袋店で開催されたフリーイベントに参加。初の単独ライブ。
- 7月4日、けやき広場で開催されたフリーイベントにリーフシトロンとともに参加
- 7月19日、トレッサ横浜で開催されたフリーイベントにリーフシトロンとともに参加
- 7月28日、第7回定例公演にて新曲「恋メラ」を初披露。
- 8月4日、国立代々木競技場第一体育館にて開催された『GIRLS' FACTORY 15』にて「恋メラ」を披露
- 8月14日、 浅草公会堂にて開催された『3B junior浅草大歌謡ショー』にて新曲「ギリギリサマー」を初披露[11]
- 8月28日、大宮アルシェで開催された『3B juniorファーストツアー2015 東京湾』にロッカジャポニカと参加
- 9月20日、イオンモール川口で開催された『3B juniorファーストツアー2015 東京湾』にロッカジャポニカと参加
- 9月22日、けやき広場で開催された『3B juniorファーストツアー2015 東京湾』にロッカジャポニカと参加
- 10月24日、イオンモール与野で開催された『3B juniorファーストツアー2015 東京湾』にロッカジャポニカと参加
- 10月31日、福岡太宰府で開催された『ももクロ男祭り 2015 in 太宰府』のオープニングアクトとしてばってん少女隊と参加
- 11月15日、イオンモール八千代緑が丘で開催された『3B juniorファーストツアー2015 東京湾』にロッカジャポニカと参加
- 11月22日、ららぽーと富士見で開催された『3B juniorファーストツアー2015 東京湾』に参加し、ロッカジャポニカ（旧 キング組）と対決
- 12月27日、品川ステラボールで開催された『3B junior季節はずれのX'mas party「のんびりサンタさんがやってきた」』にて新曲「WARE-WARE-WA」を初披露[12]

### 2016年
- 1月13日、東武百貨店池袋店で開催された『3B junior東武屋上祭り!!』に参加
- 1月18日、ニッポン放送イマジンスタジオで開催された『3B junior　有楽町ニッポン放送イマジンスタジオで会いましょう』に参加
- 1月21日、東武百貨店池袋店で開催された『3B junior東武屋上祭り!!』に参加
- 2月6日、初の対バンライブとなる、Level Girls vol.05（H.I.P.主催、場所：新宿BLAZE）に出演。「最強パレパレード」「Stardust Fantasia」「恋メラ」「ツヨクツヨク」の4曲を披露した[13]。
- 2月12日、『川上アキラのオールナイトニッポンR』の公開収録にゲリラ出演。これが初のラジオ出演となる。（放送は3月5日深夜）[14]
- 3月6日、初の有料ワンマンライブ『イマジンスタジオ　久しぶりライブ　「サムライヒナマツリ」』をニッポン放送イマジンスタジオで開催。ここで今年50本のライブを行うことを宣言[15][16]。
- 3月16日、50番勝負の1回目ライブ「ゴリラパンチって!?」を原宿アストロホールで開催。カバー曲「MOON PRIDE」、「words of the mind」、「きみゆき」、新曲「お願いメテロティス」の計4曲を初披露。
- 5月1日、ダイバーシティ東京で開催された「3B juniorセカンドツアー2016『関東平野』」にリーフシトロンと参加。
- 5月2日、日比谷公園で開催された「ミュージックパーク2016」に参加[17]。
- 5月14日、アリオ蘇我で開催された「3B juniorセカンドツアー2016『関東平野』」に参加。
- 5月29日、仙台PITで開催された「ミュージックパーク × TOKYO IDOL PROJECT in SENDAI」に参加[18]。
- 6月5日、ららぽーと富士見で開催された「3B juniorセカンドツアー2016『関東平野』」にマジェスティックセブンと参加。
- 6月18日、よみうりランドで開催された「3B juniorセカンドツアー2016『関東平野』」に奥澤村、リーフシトロン、マジェスティックセブンと参加。
- 6月19日、ららぽーと豊洲で開催された「3B juniorセカンドツアー2016『関東平野』」にロッカジャポニカ、奥澤村、リーフシトロン、マジェスティックセブンと参加。綱引き大会で優勝し、新衣装作成の権利を獲得。
- 7月9日、恵比寿クレアートで開催された、風男塾の青明寺浦正プロデュース「浦TIF2016前夜祭」1日目第3部に出演。同じく第2部に出演した奥澤村と共に、同日のサンケイスポーツニュース（Web版）に掲載される[19]。
- 8月5～7日に開催されたTokyo Idol Festivalに参加[20]。
- 8月14日 「3B junior 浅草大歌謡ショー〜2016年リベンジの夏〜」に参加[21]。
- 8月20日 『3B junior ファースト・アルバム 2016』発売記念・第17回定例公演フリーイベント 「真夏のベストふぃふてぃーん」に参加。
- 8月27日「第18回定例公演フリーイベント「3B junior アルバム発売イベント」supported by 新星堂」に参加。
- 8月28日 「スターダストセクション3営業所祭り〜夏のカオス〜」に参加[22]。
- 9月5日 50番勝負の21回目「座り温泉」をシアターグリーン BASE THEATERにて開催。ここではちみつロケットファンの呼称が「ロケッター」と決まる。
- 9月7日 第19回定例公演フリーイベント3B junior アルバム発売記念スペシャルイベント「豊洲へ行こうよ　みんなで行こうよ　ZOO ZOO」に参加。
- 9月10日 「急遽決定！発売週みなさん応援ありがとう！3B juniorアルバム発売記念フリーイベント追加公演二番勝負」を西武船橋店にて開催。
- 9月24、25日に開催された@JAM×ナタリーEXPO 2016に参加[23]。
- 10月17日、TSUTAYA O-EASTにて開催された「ミュージックパーク 〜Girls ＆ Music Theater Vol.3〜」に参加[24]。
- 11月13日、HAEVEN'S ROCK熊谷VJ-1で開催された「predia attack」に参加。はちみつロケットとしては初の対バン形式のライブ[25][注 4]。
- 12月14日、3B junior「真冬の大決闘」にて勝利。
- 12月18日、3B junior「真冬の大決闘」2部にて勝利。
- 12月29日、50番勝負の50回目ライブをららぽーと豊洲にて開催。公野舞華のデザインを元にした新衣装を披露[注 5]。

### 2017年
- 1月7～8日、「俺のネクストガール2017 〜もちろん藤井〜」の「なるほど Club eX」に参加。順位は3位という結果に終わる。ちなみに1位はいぎなり東北産、2位はマジェスティックセブン[26]。
- 1月9日、原宿アストロホールにてワンマンライブ『はちみつロケットHAPPY NEW イヤ〜ン LIVE 2017「汗だく新年会」』が開催される。
- 2月4日、原宿アストロホールにてワンマンライブ『二人静』が開催される[動画 1]。
- 3月12日、Shibuya eggmanにてワンマンライブ『フライングエイプリルフール』が開催される。
- 4月1日、EX THEATER ROPPONGIにて行われた『3B junior 春のコンサート「3B junior 春の全力レビュー 2017 遥かなるアポロンの彼方へ」』の第2部で、ユニット曲を披露。
- 4月8日・9日、ももいろクローバーZのライブ、『ももクロ春の一大事2017 in 富士見市』と合わせて開催された「富士見アイドルフェスティバル」に3B juniorとして出演。はちみつロケットのユニット曲も披露。
- 5月21日、TSUTAYA O-west、TSUTAYA O-nestで開催された『チョコレート バナナ、スペシャルサンデー!!』にリーフシトロンと共に出場。[動画 2]
- 5月24日、原宿アストロホールにて開催された『ASTRO HALL 17th Anniversary“Me-You♪sic♡Girl’s Image♡”』に出場。メンバー全員が高校生になったことで20時以降のライブが可能に。[27]
- 6月1日、メンバーの公野舞華が疲労骨折による腰椎分離症のため、しばらくの間活動を休止することが公式サイトにて発表される[28]。
- 7月9日、『アイドル横丁夏まつり!!〜2017〜』に出演(1番地)。
- 7月12日、Ustreamの3B junior公式チャンネル「SANBEETV」にて、初の冠番組『はちみつロケットの8時まではちロケ』 開始。休養中の公野舞華も電話出演。
- 7月14日、Zepp Tokyoにて行われた『GIRLS' FACTORY NEXT 17』に、奥澤村・マジェスティックセブンと共に出演。
- 7月17日、ももいろクローバーZ『夏のバカ騒ぎ2017』外周エリアにて開催された、SIF(しがこうげんアイドルフェスティバル)での「第1回アイドルヤングライオン杯」出場をかけた予選ライブに出演し優勝。3B juniorの代表として、8月5日の本戦への出場権を獲得する。
- 8月5～6日、ももいろクローバーZ『夏のバカ騒ぎ2017』外周エリアにて開催された、SIF(しがこうげんアイドル「第1回アイドルヤングライオン杯」に出演。復帰した公野舞華を含めた7人でのパフォーマンスを披露し、全19組中2位（初日の10組中1位）という成績を収める。
- 8月8日、三浦海岸のOTODAMA SEA STUDIOで行われた、3B junior『第28回定例公演 真夏のベストふぃふてぃーん2017』にて、オリジナル曲の「フレンドリーム」が2位、「お願いメテロティス」が9位に選ばれる。
- 8月27日、横浜アリーナにて開催された『@JAM EXPO 2017』に、他の3B juniorのユニットと共に出演[29]。
- 9月10日、神奈川県川崎市東扇島東公園にて開催された『夏の魔物2017 in KAWASAKI』に、他の3B juniorのユニットと共に出演。[30]
- 11月3日、吉祥寺CLUB SEATAにてワンマンライブ『前前前進!!!』が開催される。
- 12月1日、サンシャインシティ噴水広場で、2018年3月7日(水)にポニーキャニオンからメジャーデビューおよびセカンドシングルを同時発売することが発表された[31]。このニュースは各メディアでも取り上げられ[32][33][34][35][36][37][38][39]、翌日のサンケイスポーツ、スポーツ報知の新聞紙面にはカラー写真入りの記事が掲載された[40][41]。
- 12月3日、山野ホールにて開催された『ミュージックパーク 〜Girls ＆ Music Theater Vol.8』に、奥澤村と共に出演。
- 12月9日、アーバンドックららぽーと豊洲にて、デビューシングル&2ndシングル予約イベント開催[42]。
- 12月10日、よみうりランド日テレらんらんホールにて開催された3B junior 第30回定例公演『Christmas Hug〜抱きしめてくれNight〜』で、無期限武者修行を宣言。2018年1月8日のニューイヤーライブを最後に、3B juniorから独立してグループの活動に専念することを発表[43][44]。
- 12月30日、「アイドル横丁大忘年会!!〜2017円SP!!〜」（場所：ZeppTokyo）にトップバッターとして出演[45]。
- 12月31日、「ゆく桃くる桃へのカウントダウンコンサート」（場所：パシフィコ横浜（国立大ホール）ロビー）に奥澤村、ガチンコ3と共に出演。（塚本颯来は欠席）[46]

### 2018年
- 1月8日、『3B junior新春特別公演 It's 賀☆SHOW TIME!!』（場所：東京都・恵比寿ザ・ガーデンホール）への出演を最後に3B juniorから独立してグループの活動に専念する予定であったが、メンバーのインフルエンザ罹患に伴い、急遽プログラム内容を変更。2月4日に改めてイベントを実施することになった[47][48]。
- 1月12日（11日深夜）、アニメ『だがしかし2』のエンディングで、タイアップした新曲「おかしなわたしとはちみつのきみ」が放送される。
- 1月26日（25日深夜）、アニメ『だがしかし2』の放送枠内で、タイアップした新曲「おかしなわたしとはちみつのきみ」のテレビCMが放送される。
- 2月4日、『3B junior やるっきゃないっショー』（場所：東京都・よみうりランド日テレらんらんホール）のライブをもって、3B juniorからの無期限武者修行に出る[49][50]。
- 2月7日、Ustreamの3B junior公式チャンネル内で配信していた番組『はちみつロケットの8時まではちロケ』が、はちみつロケットの専用チャンネル「はちロケTV」から配信開始。タイトルも『はちみつロケットの8時まではちロケ丼』と改められた[51]。
- 2月10日、オフィシャルブログ『夢に向かってリフトオフ！はちみつロケットオフィシャルブログ』開設[52]。
- 2月14日、Ustreamの『はちみつロケットの8時まではちロケ丼』にて、2ndシングル「おかしなわたしとはちみつのきみ」のMV、およびデビューシングルと2ndシングルのジャケット写真を公開。
- 2月15日、ポニーキャニオン公式ニュースにてオフィシャルインタビュー公開[53]。
- 2月17日、AbemaTV『ももクロ・エビ中緊急生特番！STARDUST PLANET発足記念大感謝パーティー』に出演。
- 2月19日、1stシングル「はちみつロケット ～黄金の七人～」のMVが公開。
- 2月21日（20日深夜）、『ライブB♪』に出演し「はちみつロケット ～黄金の七人～」を披露。これが地上波の音楽番組への初出演となる。
- 2月24日、はちみつロケットとして初の名古屋遠征。ラジオ女子との合同イベント『はちみつロケット デビューシングル & 2ndシングル予約イベント with ラジオ女子』を開催（場所：愛知県・CBCホール）。
- 3月3日-4日、はちみつロケットとして初の関西遠征。3日に大阪城公園で行ったヒット祈願記者会見がニュースになる。[54][55][56][57][58] 4日には、「フレンドリーム」がテーマ曲となったイベント『サイクル∞キッチン supported by キリン生茶』（場所：大阪府・万博記念公園東の広場）のステージに出演。
- 3月7日、ポニーキャニオンからメジャーデビュー。同日、1stシングル「はちみつロケット ～黄金の七人～」および2ndシングル「おかしなわたしとはちみつのきみ」を同時リリース。
  - オリコンデイリー CDシングルランキング（3月6日付）では、1stシングルが6位、2ndシングルが13位を獲得。
  - オリコン週間 CDシングルランキング（3月19日付）では、1stシングルが9位、2ndシングルが20位を獲得[59]。
- 3月8日、『MARQUEE（マーキー）祭 Vol.10』（場所：東京都・TSUTAYA O-EAST）に出演。
- 3月9日、ポニーキャニオン本社にて、リリースイベント開催。イベントの様子はLINE LIVEにて配信[60]。
- 3月10日、リリースイベント（場所：東京都・アーバンドックららぽーと豊洲）にて、オフィシャルグッズ（Tシャツ、タオル、ペンライト）の販売開始[61]。
- 3月11日、リリースイベント開催（場所：東京都・ダイバーシティ東京）。3カ月に渡るリリースイベントの最終日を飾る。
- 3月24日、『SHIGA IDOL COLLECTION ～2018(にせんじゅうはち) Spring(スプリング)～』（場所：石山U☆STONE）に出演。「放課後リフレイン」を初披露し、1部のトリを務める。
- 3月25日、『花咲かタイムズ10周年記念　東海三県のうまいもん集めＭＡＸ!!! With KELLy×TokaiWalker』 （場所：ナガシマリゾート駐車場特設会場）に出演。
- 3月31日-4月1日、「はちロケFRESH」（雨宮・華山を除く5人）による単独公演、『はちロケFRESH 年度またぎの2DAYS』開催（場所：東京都・Future SEVEN）。
  - 3月31日：高2・澪風ラストプロデュース公演「澪乃風(みおのかぜ)」
  - 4月1日：新高2・四天王プロデュース公演「ジャスト・エイプリルフール」
- 4月26日、『STARDUST PLANET プレゼンツ AKIBAカルチャーズ定期公演 ～スタプラメンバーが笑顔と元気をお届け！ネクストジェネレーションズLIVE～』（場所：東京都・AKIBAカルチャーズ劇場）に出演[62] 。ライブ中の告知では、8月8日に3枚目のシングルをリリースすることを発表[63] 。チケットは事前販売にてSOLD OUT[64]。
- 4月29日、『ニコニコ超会議2018』（場所：千葉県・幕張メッセ）にて行われたリアル脱出ゲーム『ニコニコ超刑務所からの脱出』に出演。イベントの様子はニコニコ生放送でも配信された[65]。
- 5月2日、『「BRODY」編集部presents 「はちみつロケットの8時まではちロケ丼」公開生配信』（場所：東京都・白夜書房本社ビル地下1階ホール）を開催。この日より番組はUstreamからYoutubeに移転して配信[66]。
- 5月5日、『劇団はちロケ プレ公演　～ 劇団旗上げワークショップはいばらの道 ～』（場所：東京都・イマジンスタジオ）開催。お笑いコンビラバーガールを講師に迎えてのワークショップを行う[67] 。チケットは事前販売にてSOLD OUT[68]。
- 6月2日、3rdシングルのリリースイベント開催（場所：東京都・ダイバーシティ東京）。1st&2ndシングルのリリースイベント最終日の場所からスタートさせたのは意図的であったことが公式LINEブログに記されている[69]。
- 6月10日、3rdシングルのリリースイベントのタイトルは、雨宮かのん案の『はちロケと平成最後の夏 優勝しようツアー』に決定[70]。
- 6月29日、『スタプラ東京Vol.1』（場所：渋谷WWW X）に、ロッカジャポニカ、桜エビ～ず、マジェスティックセブンと共に出演。チケットは事前販売にてSOLD OUT[71]。
- 7月1日、はちみつロケットを含む、STARDUST PLANET12組によるコラボレーションメニューが、スイーツパラダイス池袋店にて提供開始[72]。
- 7月7日、『アイドル横丁夏まつり!!〜2018〜』（場所：神奈川県・横浜赤レンガパーク）の1日目に出演。 （1番地・2番地）
- 7月8日、3rdシングルのリリースイベント（場所：埼玉県・ららぽーと新三郷）にて、3rdシングルの表題曲「花火と漫画とチョコと雨」と新衣装を初披露[73]。
- 7月10日、はちみつロケットを含む、STARDUST PLANET12組による「We Are "STAR"」が先行配信リリース[74]。
- 7月14日、『GIRLS' FACTORY NEXT DAY3』（場所：東京都・ZEPP TOKYO）に出演。加藤いづみと「好きになって、よかった」をコラボレーション。「フレンドリーム」「ハニートランポリン」「バカイズム」をアンプラグドバージョンで披露[75]。
- 7月27日、日本テレビ「Oha!4 NEWS LIVE」にて「花火と漫画とチョコと雨」のMV初公開。
- 7月28日、スターダストプラネットのイベント『夏S』にて、オープニングアクト8組のトリを務める。本編ではももクロトリビュート曲として「MOON PRIDE」を披露。
- 7月29日、日本テレビ「超☆汐留パラダイス！-2018 SUMMER-」およびフジテレビ「フジさんのヨコ」にてリリースイベントを行う。1日で2つの在京キー局に関連したイベントを行うのは初。
- 8月3日-5日、『Tokyo Idol Festival2018』（場所：東京都・お台場・青海周辺エリア）に出演（2年ぶり2回目）。OnePixcelとのコラボレーション『はちみつピクセル』や、『スペシャルファンミーティングステージ（Tシャツ購入者限定ステージ）』を含め、3日間で5ステージに出演。最終日にはグランドフィナーレへの出演も果たす[76]。
- 8月8日、3rdシングル「花火と漫画とチョコと雨」をリリース。
  - オリコンデイリー CDシングルランキング（8月7日付）では、6位を獲得。
  - オリコン週間 CDシングルランキング（8月20日付）では、過去最高の8位を獲得[77][注 6]。
- 8月12日、リリースイベント開催（場所：東京都・ダイバーシティ東京）。約2カ月半に渡るリリースイベントの最終日を飾る。
- 8月16日、福岡（雨宮・華山）と仙台（森・公野）にて「花火と漫画とチョコと雨」の発売記念特典会を同時開催。福岡と仙台のラジオ番組にもゲスト出演する。
- 8月19日、マイナビ進学のVR出演がきっかけとなり、『THE ODAIBA マイナビステージ』（場所：東京都・フジテレビ本社屋1Fフジテレビ広場）に出演する。カラオケバトルの企画では、塚本颯来がフジテレビ佐々木恭子アナとの勝負に挑み勝利。
- 8月20日、『スタプラ東京Vol.2』（場所：渋谷duo MUSIC EXCHANGE）に、ロッカジャポニカ、桜エビ～ず、CROWN POP、マジェスティックセブンと共に出演。[78]
- 8月27日、トークイベント＆ワークショップ開催（場所：東京都・JOL原宿）。インスタグラマーmim(みむ)・mam(まむ)からSNSテクニック、プロのメイクアップアーティストからメイクスキルをレクチャーされる。
- 9月5日、『「BRODY」編集部presents 「はちみつロケットの8時まではちロケ丼」公開生配信』（場所：東京都・白夜書房本社ビル地下1階ホール）を開催。特別ゲストとしてCROWN POPの山本花織、藤田愛理、雪月心愛が出演[79]。
- 9月15日、テレビ大阪『YATAIフェス!』（場所：大阪府・大阪城公園太陽の広場）に出演。
- 9月16日、『MORNING SET vol.1 ～ナゴヤとナガオカとアイドルと～』（場所：愛知県・BM THEATER）に出演。チケットは事前販売にてSOLD OUT。はちみつロケットは出演5組のトリを務め、雨宮かのんの19歳の生誕イベントも行われる。
- 9月23日、メジャーデビュー後、初のワンマンライブを2部制で開催（場所：東京都・渋谷SOUND MUSEUM VISION）。チケットは事前販売にて両部共にSOLD OUT[80]。
- 10月10日、『スタプラ東京Vol.2.5』（場所：新宿BLAZE）に、ロッカジャポニカ、桜エビ～ず、CROWN POPと共に出演。
- 11月3日、3B junior『Cell Division〜細胞分裂〜』（場所：恵比寿ザ・ガーデンホール）にロッカジャポニカと共に出演。この日をもって3B juniorの活動は終了となる。
- 11月7日、『8時からはちロケ丼 公開生放送SP～塚本颯来誕生日交流会～』（場所：吉祥寺CLUB SEATA）にて、塚本颯来の17歳の生誕イベントが行われる。
- 11月12日、『スタプラ東京Vol.3』（場所：渋谷duo MUSIC EXCHANGE）に、ロッカジャポニカ、桜エビ～ず、CROWN POP、アメフラっシと共に出演。
- 11月23日、『わーすた presents わんわんにゃんにゃん秋祭り』（場所：よみうりランド日テレらんらんホール）に出演。
- 11月26日・27日、ワンマンライブ『DAY1 H.R.Black&White〜闇のダークフェスティバル〜』『DAY2 H.R.Black&White〜光のスウィートカーニバル〜』を初の2DAYSで開催（場所：Mt.RAINIER HALL SHIBUYA PLEASURE PLEASURE）。チケットは両日共にSOLD OUT[81][82]。
- 12月16日、『MORNING SET vol.2 ～ナゴヤとナガオカとアイドルと～』（場所：愛知県・CBCホール）に出演。

### 2019年
- 1月14日、スターダストプラネットの2019年新春ライブ『初S』（場所：東京都・Zepp Divercity）に出演。チケットは事前販売にて両部共にSOLD OUT。
- 1月26日・27日、「はちみつロケット品川4番勝負」を2DAYSで開催（場所：品川プリンスホテルクラブeX]）[83]。
- 3月2日、『ミュージックパーク ～Girls＆Music Theater～』（場所：東京都・渋谷ストリーム）に出演。
- 3月10日、『MORNING SET vol.3 ～ナゴヤとナガオカとアイドルと～』（場所：愛知県・CBCホール）に出演。
- 3月20日、4thシングル「忠犬ハチ公」をリリース。
  - オリコンデイリー CDシングルランキング（3月19日付）では、8位を獲得。
  - オリコン週間 CDシングルランキング（4月1日付）では、11位を獲得[84]。
- 3月23日、『FUMI FES vol.1』（場所：千葉県・柏PALOOZA）に出演。 Task have Fun、monogatariとの3マンライブを行う。
- 4月6日、初のZEPPワンマンライブ『H.R.ADVENTURE～はちロケ 春の大冒険！～』を開催（場所：ZEPP TOKYO）[85]。
- 4月13日、あっとせぶんてぃーん3rdワンマンライブ『未来ならここにある〜Our Future Begins Here〜』（場所：東京都・渋谷ストリーム）に出演。メイド服衣装でパフォーマンスを披露。
- 5月3日、『はちみつロケットワンマンLIVE～歌舞伎町ゴールデン蜂～』（場所：東京都・新宿Zirco Tokyo）に出演。アンコールのMCにて、雨宮かのんが6月8日のライブをもってはちみつロケットを卒業、スターダスト・プロモーションを退所することが発表される[86][87]。
- 5月12日、『森青葉生誕祭』（場所：東京都・日本工学院専門学校）開催。ライブ全体を森青葉自身がプロデュース。『リトル・マーメイド』の挿入歌「Part of Your World」を披露。
- 5月19日、ワンマンライブ（場所：東京都・下北沢ガーデン）開催。
- 5月24日、『ライブスタイルダンジョン』（場所：東京都・渋谷ストリームホール）に、桜エビ～ず、CROWN POP、アメフラっシ、平瀬美里（元ロッカジャポニカ）と共に出演。審査員による採点方式のバトルで全5組中2位という成績を収める[88]。
- 6月1日、『澪風生誕祭～トーク～』（場所：東京都・プラザマーム）開催。
- 6月3日、『UNISTAGE vol.3』（場所：東京都・新宿ReNY）にスペシャルゲストとして出演。
- 6月8日、『雨宮かのんラストライブ Diary〜未来〜@SOUND MUSEUM VISION』を開催（場所：東京都・渋谷SOUND MUSEUM VISION）。同時に雨宮かのんがグループを脱退。
- 6月16日、『はちみつロケット新体制ファーストライブ SEASON2スタート！＠恵比寿ガーデンルーム』（場所：東京都・恵比寿ガーデンルーム）を2部制で開催。新衣装で新曲「ザラメ・オシャベリ」を初披露。
- 6月22日、『澪風生誕祭～ライブ～』（場所：東京都・プラザマーム）開催。
- 6月30日、『MORNING SET vol.4 ～ナゴヤとナガオカとアイドルと～』（場所：愛知県・BM THEATER）に出演。
- 7月14日、『はちみつロケット初東名阪ツアー H.R.TRIANGLE＠名古屋・BM THEATER』（場所：愛知県・BM THEATER）開催。オープニングアクトとしてN-Twinkle TRIBEが出演。
- 7月15日、『はちみつロケット初東名阪ツアー H.R.TRIANGLE＠大阪・ESAKA MUSE』（場所：大阪府・ESAKA MUSE）開催。オープニングアクトとしてブレイクタイムガールズが出演。
- 7月21日、『はちみつロケット初東名阪ツアー H.R.TRIANGLE＠東京・WOMB』（場所：東京都・WOMB）を2部制で開催。オープニングアクトとしてユニドルの東洋大学 Tomboys☆（1部）、および上智大学 SPH mellmuse（2部）が出演。
- 7月27日、『CBCラジオ夏まつり2019』1日目に出演予定であったが、台風6号の影響によりイベントは中止となる。
- 8月2日-4日、『TOKYO IDOL FESTIVAL2019』（場所：東京都・お台場・青海周辺エリア）に出演（3回目）。『IDOL SUMMER JAMBOREE Day1』（塚本颯来・森青葉が出演）、『スターダストプラネット スペシャルステージ』（アメフラっシ、B.O.L.Tと共に出演）、『ラジオ体操』（華山志歩・澪風が出演）を含め、3日間で6ステージに出演。
- 8月17日-18日、『THE ODAIBA 2019』（場所：東京都・お台場）にてフリーライブ開催。ユニドルと共に出演。
- 8月24日、『@JAM EXPO 2019』（場所：神奈川県・横浜アリーナ）に出演（2年ぶり3回目）。
- 9月14日、『はちみつロケット 定期ライブvol.1』（場所：東京都・TSUTAYA O-nest）開催。
- 9月21日、5thシングルのリリースイベント（場所：神奈川県・アリオ橋本）開催。

### 2020年
- 1月19日、『スタプラアイドルフェスティバル』（於：横浜アリーナ）出演
- 3月19日、4月26日の日テレらんらんホールでの単独ライブをもって解散することを告知[9]。
  - 解散後の進路は、澪風は声優、華山志歩は事務所退所、塚本颯来はアイドル活動終了、そして公野舞華、播磨怜奈、森青葉の3人はアイドル活動継続という希望を表明した（公野、播磨、森はのちに2名の新人とともに新グループAwww!を結成）。
- 4月10日、新型コロナウイルス感染拡大状況とそれに伴う政府の方針により上記ラストライブの中止を発表[89]。
- 4月15日、ラストライブの代替として生配信を行うことを発表。同時に、自粛が明けた後に1回限りのライブを開催すると発表した（2020年12月6日に開催）[10]。
- 4月26日、生配信によるライブ開催。
- 12月2日、はちみつロケットOfficial Channel（YouTubeチャンネル）にて『はちみつロケットのはちカラ丼　最終回どどどど〜んスペシャル』をライブ配信した。
- 12月6日、『はちみつロケット解散ライブ』（場所：東京都・日テレらんらんホール）の開催を以てグループとしての活動を正式に終了[2]。
- 2021年12月現在、澪風・播磨・塚本・森の4人がスターダストプロモーションに所属し続けている。

## 作品
順位はオリコン・ウィークリーランキング最高順位。

### CD

#### シングル
| No. | タイトル                        | 発売日         | 順位 | 収録曲 | 収録曲                           | 品番                             |
| --- | ------------------------------- | -------------- | ---- | --- | -------------------------------- | -------------------------------- |
| 1   | はちみつロケット 〜黄金の七人〜 | 2018年3月7日   | 9    | 1. はちみつロケット ～黄金の七人～ 2. 放課後リフレイン 3. フレンドリーム                                                     | 初回限定盤A 初回限定盤B 通常盤   | PCCA-04639 PCCA-04640 PCCA-70524 |
| 2   | おかしなわたしとはちみつのきみ  | 2018年3月7日   | 20   | 1. おかしなわたしとはちみつのきみ 2. バカイズム 3. ハニートランポリン                                                        | 初回限定盤A 初回限定盤B アニメ盤 | PCCA-04641 PCCA-04642 PCCA-70525 |
| 3   | 花火と漫画とチョコと雨          | 2018年8月8日   | 8    | 1. 花火と漫画とチョコと雨 2. 夜空にきらめく花 3. 陰陽 -Yin Yang- 4. MOTTO MOTTO!!                                            | 初回限定盤A 初回限定盤B 通常盤   | PCCA-04694 PCCA-04695 PCCA-70530 |
| 4   | 忠犬ハチ公                      | 2019年3月20日  | 11   | 1. 忠犬ハチ公 2. なかよしグループ 3. 千年ミラクル 4. 美味闘伝説ハッピー招拳                                                  | 初回限定盤A 初回限定盤B 通常盤   | PCCA-04769 PCCA-04770 PCCA-70538 |
| 5   | ROCKET FUTURE                   | 2019年11月20日 | 11   | 1. ROCKET FUTURE 2. Yeehaw! 3. 真夏ミッドナイト 4. ザラメ・オシャベリ 5. リトル*フラワーズ 6. ある蒼い恋の物語 7. NO ANSWER! | TypeA TypeB TypeC                | PCCA-04865 PCCA-04866 PCCA-04867 |

## オリジナル曲
| No. | 曲名                            | 作詞                         | 作曲                      | 編曲              | 備考 |
| --- | ------------------------------- | ---------------------------- | ------------------------- | ----------------- | --- |
| 1   | 恋メラ                          | zopp                         | 福田貴史                  | 福田貴史          | 2015年7月28日、第7回定例公演にて初披露 |
| 2   | ギリギリサマー                  | zopp                         | 古川貴浩                  | 古川貴浩          | 2015年8月14日、 浅草公会堂にて初披露 |
| 3   | WARE-WARE-WA                    | CHI-MEY                      | CHI-MEY                   | 大久保友裕        | 2015年12月27日、品川ステラボールにて初披露 はちみつロケット（3B junior）/WARE-WARE-WA 2015.12.27 - YouTube |
| 4   | お願いメテロティス              | Junxix.                      | Junxix.                   | Saku              | 2016年3月16日、原宿アストロホールにて初披露 |
| 5   | フレンドリーム                  | PA-NON                       | 睦月周平                  | 睦月周平          | 2017年2月4日、原宿アストロホールにて初披露 |
| 6   | おかしなわたしとはちみつのきみ  | 前山田健一                   | 前山田健一                | 浅田将明          | アニメ「だがしかし2」のエンディングテーマ 2018年1月20日、イオンモール川口前川でのリリースイベントにて初披露 「おかしなわたしとはちみつのきみ」MV Full Ver.（2ndシングル） - YouTube 2018年3月3日、あまがさきキューズモールでのイベントにて、関西弁バージョンを披露 |
| 7   | はちみつロケット 〜黄金の七人〜 | zopp                         | 馬飼野康二                | 生田真心          | 2018年2月4日、よみうりランド日テレらんらんホールにて初披露 「はちみつロケット ～黄金の七人～」MV Full Ver.（デビューシングル） - YouTube |
| 8   | バカイズム                      | zopp                         | AKIRASTAR                 | AKIRASTAR         | 2018年2月24日、名古屋 CBCホールにて初披露 |
| 9   | ハニートランポリン              | 畑亜貴                       | 松坂康司                  | 松坂康司          | 2018年3月3日、あまがさきキューズモールにて初披露 |
| 10  | 放課後リフレイン                | ツキダタダシ                 | ツキダタダシ              | ツキダタダシ      | 2018年3月24日、石山U☆STONEにて初披露 |
| 11  | 陰陽 -Yin Yang-                 | 中村彼方                     | ゆよゆっぺ                | ゆよゆっぺ        | 2018年5月19日、TSUTAYA O-nestにて初披露 |
| 12  | 花火と漫画とチョコと雨          | いしわたり淳治               | 林田健司                  | CHOKKAKU          | 2018年7月8日、ららぽーと新三郷にて初披露 「花火と漫画とチョコと雨」MV Full Ver.（3rdシングル） - YouTube |
| 13  | 夜空にきらめく花                | 奥華子                       | 川村結花                  | 湯浅篤            | 2018年7月15日、阪急西宮ガーデンズにて初披露 |
| 14  | MOTTO MOTTO!!                   | 児玉雨子                     | michitomo                 | michitomo         | 2018年8月7日、東京ドームシティにてアカペラで初披露。 翌8月8日、白夜書房にてフルバージョンで初披露。 |
| 15  | かまわないさ                    | 只野菜摘                     | NARASAKI                  | NARASAKI          | 2018年9月23日、渋谷SOUND MUSEUM VISIONにて初披露。 翌9月24日、配信限定リリース開始。 |
| 16  | Naked Love                      | Yu-ki Kokubo                 | Kohei Yokono Yu-ki Kokubo | Kohei Yokono      | 2018年11月26日、Mt.RAINIER HALL SHIBUYA PLEASURE PLEASUREにて初披露。 翌11月27日、配信限定リリース開始。 |
| 17  | WHITE☆FIGHTERS                  | 深川琴美                     | 河田貴央                  |                   | 2018年11月27日、Mt.RAINIER HALL SHIBUYA PLEASURE PLEASUREにて初披露。 翌11月28日、配信限定リリース開始。 |
| 18  | 千年ミラクル                    | 許瑛子                       | 千葉”naotyu-“直樹         | 千葉”naotyu-“直樹 | 2019年1月14日、Zepp Divercityにて初披露。 |
| 19  | 忠犬ハチ公                      | いしわたり淳治               | コモリタミノル            | コモリタミノル    | 2019年2月16日、池袋ニコニコ本社にて初披露。 |
| 20  | 美味闘伝説ハッピー招拳          | 畑亜貴                       | 設楽哲也                  | 設楽哲也          | 2019年3月19日、ポニーキャニオン本社にて初披露。 |
| 21  | なかよしグループ                | 小西康陽                     | 小西康陽                  | 小西康陽          | 2019年3月20日、渋谷WOMBにて初披露。 |
| 22  | ザラメ・オシャベリ              | 児玉雨子                     | 渡辺拓也                  |                   | 2019年6月16日、恵比寿ガーデンルームにて初披露。 |
| 23  | 真夏ミッドナイト                | 渡辺拓也・Kohei by SIMONSAYZ | 渡辺拓也                  |                   | 2019年7月21日、渋谷WOMBにて初披露。 |

## カバー曲
| No. | 曲名                                   | オリジナル                      | 備考 |
| --- | -------------------------------------- | ------------------------------- | --- |
| 1   | 未来へススメ!                          | ももいろクローバーZ             | 2014年11月24日、東京国際フォーラムにて初披露                                                              |
| 2   | ツヨクツヨク                           | mihimaru GT ももいろクローバーZ | 2014年12月6日、幕張メッセにて初披露                                                                       |
| 3   | いつか君が                             | ももいろクローバーZ             | 2016年4月9日はちみつロケット＠恵比寿クレアート第2部で披露                                                 |
| 4   | MILKY WAY                              | ももいろクローバーZ             | 2015年5月9日、3B junior 第2回定例公演1部にて初披露                                                        |
| 5   | 走れ！                                 | ももいろクローバーZ             | 2015年8月28日、大宮アルシェにて初披露 2017年3月18日、3B junior 第24回定例公演1部にてFit's版のダンスを披露 |
| 6   | 最強パレパレード                       | 平野綾、茅原実里、後藤邑子      | 2015年9月20日、イオン川口にて初披露                                                                       |
| 7   | MOON PRIDE                             | ももいろクローバーZ             | 2016年3月16日、原宿アストロホールにて初披露                                                               |
| 8   | words of the mind 〜brandnew journey〜 | move ももいろクローバーZ        | 2016年3月16日、原宿アストロホールにて初披露                                                               |
| 9   | きみゆき                               | ももいろクローバーZ             | 2016年3月16日、原宿アストロホールにて初披露                                                               |
| 10  | ココ☆ナツ                              | ももいろクローバーZ             | 2016年5月31日、イマジンスタジオにて初披露                                                                 |
| 11  | 黒い週末                               | ももいろクローバーZ             | 2016年6月11日、イマジンスタジオにて初披露                                                                 |
| 12  | 職業:アイドル。                        | アイドリング!!!                 | 2016年7月9日、恵比寿クレアートにて初披露                                                                  |
| 13  | 夏祭り                                 | JITTERIN'JINN                   | 2016年7月18日、イマジンスタジオにて初披露                                                                 |
| 14  | secret base 〜君がくれたもの〜         | ZONE                            | 2016年7月18日、イマジンスタジオにて初披露                                                                 |
| 15  | サラバ、愛しき悲しみたちよ             | ももいろクローバーZ             | 2016年12月9日、原宿アストロホールにて初披露                                                               |
| 16  | 今宵、ライブの下で                     | ももいろクローバーZ             | 2016年12月23日、幕張メッセの「てまきパーク」にて初披露                                                    |
| 17  | フライングゲット                       | AKB48                           | 2018年4月26日、AKIBAカルチャーズ劇場にて初披露                                                            |
| 18  | 乙女受験戦争                           | チームしゃちほこ                | 2018年5月13日、名古屋のプレミアムライブにて初披露                                                         |
| 19  | 仮契約のシンデレラ                     | 私立恵比寿中学                  | 2018年5月13日、名古屋のプレミアムライブにて初披露                                                         |
| 20  | 教歌SHOCK!                             | ロッカジャポニカ                | 2018年5月13日、名古屋のプレミアムライブにて初披露                                                         |
| 21  | みにちあ応援歌                         | みにちあ☆ベアーズ               | 2018年5月13日、名古屋のプレミアムライブにて初披露                                                         |
| 22  | ダイビング                             | 3B junior (旧3B junior)         | 2018年5月13日、名古屋のプレミアムライブにて初披露                                                         |
| 23  | 六甲たこおろし                         | たこやきレインボー              | 2018年7月15日、阪急西宮ガーデンズにて初披露                                                               |
| 24  | We Go Now                              | OnePixcel                       | 2018年8月4日、TIF2018 2日目のコラボライブにて初披露                                                       |
| 25  | 夏キラリ☆                              | CROWN POP                       | 2018年8月20日、スタプラ東京Vol.2にて初披露                                                                |
| 26  | あつまれ！パーティーピーポー           | ヤバイTシャツ屋さん             | 2018年10月7日、大阪 LIVE HOUSE バナナホールで行われたPimm'sのイベントにて初披露                           |
| 27  | エビ・バディ・ワナ・ビー               | 桜エビ〜ず                      | 2018年10月10日、スタプラ東京Vol.2.5にて初披露                                                             |
| 28  | タコ感 ロッカジャポニカ                | ロッカジャポニカ                | 2018年11月12日、スタプラ東京Vol.3にて初披露                                                               |
| 29  | 放課後ゲタ箱ロッケンロールMX           | 私立恵比寿中学                  | 2018年11月26日、Mt.RAINIER HALL SHIBUYA PLEASURE PLEASUREにて初披露。                                     |
| 30  | カーニバる?                            | ナオト・インティライミ          | 2018年11月27日、Mt.RAINIER HALL SHIBUYA PLEASURE PLEASUREにて初披露。                                     |
| 31  | Carry ON                               | NEO JAPONISM                    | 2019年1月26日、品川プリンスホテルクラブeXにて初披露。                                                     |
| 32  | ハートビートを止めないで               | あっとせぶんてぃーん            | 2019年4月13日、渋谷ストリームにて初披露。                                                                 |
| 33  | GekiヤVacation                         | Pimm's                          | 2019年5月10日、渋谷duo MUSIC EXCHANGEにて初披露。                                                         |

## 出演
※3B junior所属時のグループ全体の出演については、「3B junior」の項を参照のこと。本項目でははちみつロケット単独出演のみ記載

### テレビ
- ライブB♪（TBS、2018年2月21日放送）
- ゴゴスマ -GO GO!Smile!-（CBCテレビ、2018年2月23日放送） - 雨宮・華山がゲスト出演
- バズリズム02（日本テレビ、2018年3月2日深夜放送） - 「クイズ！ミュージックビデオ王」コーナーに出演
- Love music（フジテレビ）
  - 2018年3月4日深夜放送 - 「サキガケ！インスタントmovies！」コーナーに出演
  - 2018年9月30日深夜放送 - 「サキガケ！インスタントmovies！」コーナーに出演
- HOT WAVE（テレビ埼玉）
  - 2018年3月4日、11日、18日、25日放送 - 「はちみつロケットの『はちタマ』」コーナーに出演
  - 2018年8月5日放送 - コメント出演
  - 2019年11月17日放送 - 塚本・播磨・澪風・公野がゲスト出演[動画 3]
- おはスタ（テレビ東京、2018年3月12日放送） - 「はちみつロケット ～黄金の七人～」を生ライブで披露
- スカパー!音楽祭2018（BSスカパー!、2018年3月14日放送） - 「はちみつロケット ～黄金の七人～」をフルサイズで披露[94]
- MUSIC TRIBE TV（岡山放送、2018年3月21日深夜放送）
- デルサタ（メ～テレ、2018年6月23日放送）
- 花咲かタイムズ+（CBCテレビ、2018年6月23日放送）
- アイドル大好き！ギュギュッとアイドル☆最強ランキング（MJTV、2018年8月3日放送） - 播磨・森がゲスト出演
- PON!（日本テレビ、2018年8月15日放送） - エンディングに出演
- バリはやッ!ZIP!（福岡放送、2018年8月16日放送） - 雨宮・華山がゲスト出演
- 月〜金お昼のソングショー ひるソン!（テレビ東京、2018年8月29日放送） - 「花火と漫画とチョコと雨」のライブを地上波初披露。
- イチモニ!（北海道テレビ、2018年10月16日放送） - 雨宮・澪風・公野・塚本・森がゲスト出演
- ミュージャック（関西テレビ）
  - 2018年10月19日深夜放送 - 「白熱音楽教室」のコーナーに華山、播磨が出演
  - 2018年11月16日深夜、11月23日深夜放送 - 「白熱音楽教室」のコーナーに華山、播磨が出演
- 音ドキッ!（北海道放送、2018年10月27日深夜放送） - 雨宮・森がゲスト出演

### ラジオ
- ファミラジ（ファミリーマートの店内プログラム）
  - 「はちみつロケット ～黄金の七人～」（2018年2月27日-3月5日）
  - 「おかしなわたしとはちみつのきみ」（2018年3月6日-3月12日）
  - 「花火と漫画とチョコと雨」（2018年8月14日-8月20日）

### 書籍
- 『B.L.T.』 - 「3年B組あおぞら教室ひとつよろしくどうぞ!!!～withポンコツ先生～」（東京ニュース通信社、2015年12月号-） 
※以下、はちみつロケット単独出演分のみ記載
  - 2016年2月号 - はちみつロケット単独取材
  - 2016年7月号 - はちみつロケット単独取材[注 9]
  - 2018年4月号 JAN 4910177070484
- 『月刊Audition (オーディション)』（白夜書房、2016年7月号） - 「あこがれアイドル 大接近」（インタビュー記事）
- 『Top Yell』（竹書房、2017年3月号）JAN 4910066810375
- 『BRODY』（BRODY編集部）
  - 2018年4月号 - 「ニュー・アーティスト・ボイス」 JAN 4910178110486
  - 2018年10月号 - 「ニュー・アーティスト・ボイス」JAN 4910178111087
- 『QUICK JAPAN』（太田出版）
  - vol.136 - 【INTERVIEW】 ISBN 978-4778316198
  - vol.139 - 【INTERVIEW&REPORT】 ISBN 978-4778316396
- 『TV Bros.』（東京ニュース通信社、2018年3月10日号）
- 『BOMB』（学研プラス、2018年4月号）
- 『アニメディア』（学研プラス、2018年4月号）
- 『グラビアザテレビジョン』（KADOKAWA、Vol.53） ISBN 978-4048962407
- 『Top Yell NEO 2018 Summer』（竹書房）

### インターネットメディア
- 『はちみつロケットの8時まではちロケ』 （Ustreamの3B junior公式チャンネル「SANBEETV」、2017年7月12日～2018年1月31日)
- 『はちみつロケットの8時まではちロケ丼』 （Ustreamのはちみつロケット公式チャンネル「はちロケTV」にて毎週水曜日19時～20時配信、2018年2月7日～)
- 『ももクロ・エビ中緊急生特番！STARDUST PLANET発足記念大感謝パーティー』（AbemaTV、2018年2月17日）
- 『生のアイドルが好き』（ニコニコ生放送、2018年2月28日放送） - 森・播磨・公野がゲスト出演
- 『「だがしかし」ミッドナイトＤＡ・ＧＡ・ＳＨＩ・ＳＨＯＷ！2』（ニコニコ生放送、2018年2月28日放送） - 動画コメント出演

### タイアップ
| 楽曲                            | タイアップ                                                                       | 収録作品                                       |
| ------------------------------- | -------------------------------------------------------------------------------- | ---------------------------------------------- |
| 走れ！                          | ロッテ 「Fit's」（2017年2月4日～） - CM動画のテーマ曲                            | なし                                           |
| おかしなわたしとはちみつのきみ  | TBSテレビ アニメ「だがしかし2」- エンディングテーマ                              | 2ndシングル「おかしなわたしとはちみつのきみ」  |
| フレンドリーム                  | テレビ大阪主催イベント『サイクル∞キッチン』テーマ曲                              | 1stシングル「はちみつロケット ～黄金の七人～」 |
| はちみつロケット ～黄金の七人～ | テレビ埼玉 「HOT WAVE」- 3月度のエンディングテーマ                               | 1stシングル「はちみつロケット ～黄金の七人～」 |
| 花火と漫画とチョコと雨          | 日本テレビ『超汐留パラダイス！-2018 SUMMER-』公式サイトテーマソング              | 3rdシングル「花火と漫画とチョコと雨」          |
| 陰陽 -Yin Yang-                 | テレビ大阪主催イベント『キッチンカーコレクション in 阪神甲子園球場』テーマソング | 3rdシングル「花火と漫画とチョコと雨」          |
| 忠犬ハチ公                      | 日本テレビ『バズリズム02』3月オープニングテーマ                                  | 4thシングル「忠犬ハチ公」                      |